# Chen Xiaotao
 (février 2015).
Si vous disposez d'ouvrages ou d'articles de référence ou si vous connaissez des sites web de qualité traitant du thème abordé ici, merci de compléter l'article en donnant les références utiles à sa vérifiabilité et en les liant à la section « Notes et références ».
Chen Xiaotao (chinois : 陈小涛 ; pinyin : chén xiǎotāo) est un chanteur et compositeur chinois de nationalité Han, né à Nanchong dans la province du Sichuan, en République populaire de Chine. 

## Biographie
Il a participé aux comédies musicales jiāngjiě (江姐), yěhuǒ chūnfēng dòu gǔchéng (野火春风斗古城), yùniǎo bīngzhàn (玉鸟兵站) et chángjiāng biān de gùshi (长江边的故事).
En 1998, il participe au Gala de Nouvel An de CCTV, émission célébrant le nouvel an chinois sur la télévision nationale chinoise.
Il est devenu un représentant célèbre de la culture du Sichuan avec la chanson bianlian (变脸 / 變臉, biànliǎn, « masque changeant »), devenu depuis un morceau standard joué dans une grande partie des représentations des pièces de changement de masque (bianlian) l'opéra du Sichuan